# フランチェスコ・アントヌッチ
フランチェスコ・アントヌッチ（Francesco Antonucci, 1999年6月20日 - ）は、ベルギー・シャルルロワ出身のサッカー選手。アル・シャハーニーヤSC所属。ポジションはMF。

## 経歴
ベルギーのシャルルロワSCでキャリアをスタートさせ、2015年9月8日、オランダのアヤックス・アムステルダムに移籍金50万ユーロで移籍した。
2017年1月18日、フランスのASモナコに3年契約で移籍した。
2020年8月13日、モナコ時代にレンタルしたFCフォレンダムでの活躍が認められ、エールディヴィジのフェイエノールトと4年契約を交わした。また、2020-21シーズンは再度フォレンダムにレンタルされる。
2023年9月2日、アル・シャハーニーヤSCに移籍した。

## 個人成績

### クラブ
2020/1/22現在
| クラブ         | シーズン | リーグ                 | リーグ | リーグ | カップ | カップ | その他 | その他 | 通算 | 通算 |
| クラブ         | シーズン | ディビジョン           | 出場   | 得点   | 出場   | 得点   | 出場   | 得点   | 出場 | 得点 |
| -------------- | -------- | ---------------------- | ------ | ------ | ------ | ------ | ------ | ------ | ---- | ---- |
| ASモナコB      | 2016–17  | ナシオナル2            | 6      | 0      | 0      | 0      | 0      | 0      | 6    | 0    |
| ASモナコB      | 2017–18  | ナシオナル2            | 23     | 5      | 0      | 0      | 0      | 0      | 23   | 5    |
| ASモナコB      | 2018–19  | ナシオナル2            | 19     | 8      | 0      | 0      | 0      | 0      | 19   | 8    |
| ASモナコB      | 2019–20  | ナシオナル2            | 2      | 0      | 0      | 0      | 0      | 0      | 2    | 0    |
| ASモナコB      | 通算     | 通算                   | 50     | 13     | 0      | 0      | 0      | 0      | 50   | 13   |
| FCフォレンダム | 2019–20  | エールステ・ディヴィジ | 13     | 7      | 1      | 0      | 0      | 0      | 14   | 7    |
| 総通算         | 総通算   | 総通算                 | 63     | 20     | 1      | 0      | 0      | 0      | 64   | 20   |